# Nova Marabá
Rodovia Transamazônica entre as Folhas 33 e 32, em 2012.
A Nova Marabá é um núcleo urbano do município de Marabá, sendo um dos seis componentes do distrito-sede marabaense. No ano de 2000, a prefeitura de Marabá estimou sua população em 51501 habitantes.
Oficialmente um núcleo urbano,  foi planejado para funcionar como um único bairro (Nova Marabá), e subdividido em setores, denominados de "folhas".
O bairro original foi concebido e planejado pelo urbanista Joaquim Guedes, e estabelecido na década de 1970. Com o crescimento de áreas suburbanas ao bairro planejado, foi convertido em um distrito em 2006, sendo suas "folhas" convertidas em bairros, contudo permanecendo as denominações anteriores. O plano diretor de 2018 confirmou a Nova Marabá como um núcleo, perdendo, porém, a condição de distrito.

## Histórico
A sede municipal de Marabá sofre com recorrentes cheias, que alagam vastas áreas de grande concentração demográfica. Desde a década de 1930 foram feitas tentativas de transferir o núcleo urbano orgininal para uma área não vulnerável a enchentes.
O coronel da Guarda Nacional Carlos Leitão foi o primeiro a verificar a situação de vulnerabilidade da Velha Marabá. O velho núcleo era estratégico comercialmente naquele contexto histórico, mas não poderia suportar a expansão das áreas residenciais, visto sua condição vulnerável às enchentes. Leitão preferiu construir seu primeiro acampamento na área que denominou de Quindangues (atual Cidade Nova). Pouco tempo depois, construiu um acampamento definitivo a 10 km da foz do Itacaiúnas, da qual denominou de Burgo do Tacay-Una.
A primeira tentativa de desativação ou transferência do velho núcleo foi feita pelo brigadeiro Lysias Rodrigues na década de 1930. Porém, além de não despertar interesse político e econômico, encontrou forte resistência da comunidade, que era adaptada à sazonalidade da vida ribeirinha. Rodrigues chegou a chefiar a comissão de instalação do primeiro aeroporto da cidade na futura área da Nova Marabá, no intuito de atrair contingente demográfico. Este aeroporto (ou pista de pouso), foi a primeira grande construção do futuro núcleo.
Diversos engenheiros, como Américo Barbosa de Oliveira (1938), Orlando Valverde e Catharina Vergolino Dias (1967) propuseram sem sucesso que o centro da cidade fosse transferido para partes mais altas, onde hoje se assentam a Cidade Nova e a Nova Marabá. Os engenheiros destacavam a má influência das enchentes para a cidade, que prejudicava até mesmo a coleta e o armazenamento dos produtos extrativistas.

### Porto das Pedras do Tocantins
As primeiras residências fixas na Nova Marabá começaram a fixar-se a partir do final da década de 1940 e início da década de 1950, com a instalação do Porto das Pedras do Tocantins, que era usado como ponto de travessia de cargas até o Porto de São Félix, na margem oposta do rio Tocantins.
No entanto, o pequeno porto só viria ganhar dinamismo com a chegada ao São Félix, em 1969, da rodovia PA-70 (atual BR-222), quando passou a servir como terminal de chegada e partida das balsas que permitiam a travessia de veículos, cargas e pessoas. O Porto das Pedras é atualmente o bairro Folha 8.

### Projeto de 1970

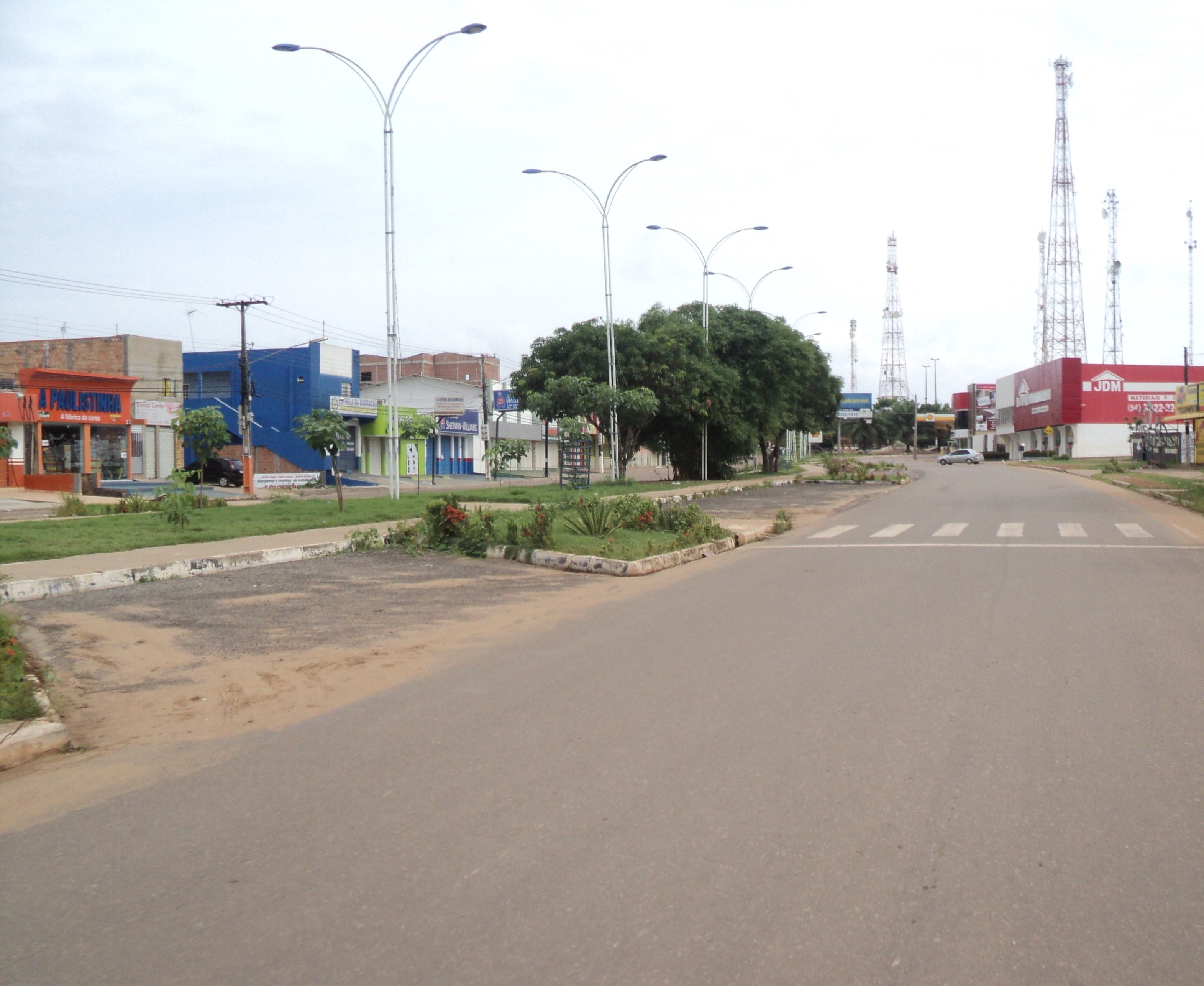
Via Principal nº 7 (VP-7), entre as Folhas 20 e 21, em 2012.

A despeito da efêmera ocupação já iniciada, somente após a década de 1970 veio uma proposta de "solução definitiva". O governo federal, por intermédio da Superintendência do Desenvolvimento da Amazônia (SUDAM) e do Campus Avançado da Universidade de São Paulo (CAUSP), promoveu as primeiras ações de remodelamento urbano e desenvolveu um projeto urbanístico para Marabá. Estudos de viabilidade foram feitos para a definição do melhor sítio para a expansão da cidade e para a implantação da "Nova Marabá". Este projeto ficou conhecido como Plano de Expansão Urbana de Marabá (PEUM). 
Três sítios foram selecionados para implantar a Nova Marabá: o primeiro localizado na margem direita do rio Tocantins (São Félix); o segundo localizado na margem esquerda do Itacaiúnas (Cidade Nova); e o terceiro onde se localizava o antigo aeroporto do município. Foi escolhido o terceiro sítio.
O terceiro sítio, dispondo de uma grande quantidade de terras disponíveis, levou à concepção de um projeto baseado no equacionamento da drenagem urbana por meio da utilização da declividade natural. A implantação prevista manteve distanciamento das margens dos rios, e procurou evitar as áreas de várzea e igapó.

### Concepção urbanística
Foi realizado um concurso para seleção da concepção urbanística, tendo vencido a proposta de Joaquim Guedes. Esta reforçava a noção de hierarquização das ruas, pelo sistema de folhas, constituído por uma malha ligeiramente deformada de avenidas de maior velocidade que modulam o núcleo e contêm as unidades menores (folhas), onde as ruas acompanham declividades e geralmente recorrem ao cul-de-sac, para limitar a interferência do tráfego nas moradias, em total conformidade com a concepção urbanística difundida pelo movimento moderno. Pensou-se numa ocupação extensiva do solo, que permitia a reserva de espaços não edificáveis suficientes para atuarem como "esponjas" de absorção das águas das chuvas, associadas a grotas e varjões existentes.
Esteticamente foi inspirada em uma estrutura vegetal, que lembrava uma árvore — uma imensa castanheira —, onde os troncos seriam os "eixos viários periféricos", os galhos "o sistema viário principal de penetração" e as "folhas" as comunidades localizadas que correspondem aos bairros. Tal planta permitiria a expansão futura da cidade de modo "sistematizado", sendo mantido o contato com a floresta por meio de áreas de preservação.

### Processo de ocupação
A grande enchente de 1980 fez com que o governo federal agilizasse as obras. No entanto, logo após o estabelecimento do núcleo, retirou-se do projeto, forçando a SUDAM e os técnicos do CAUSP a incorrer na mesma atitude. A área foi transferida, em 1981, para o município, assim como a responsabilidade de garantir a ocupação ordenada das folhas não implantadas.
A intensa ocupação das áreas onde hoje se concentra o centro comercial da Nova Marabá representou um problema. A instalação das instituições públicas, comerciais, bancárias e de áreas vivência, supervalorizou algumas folhas, como é o caso das Fls 20, 21, 26, 27, 28, 30, 31 e 32 que ficam nas avenidas-tronco VP-8, VP-7, VP-6, VP-3 e Verdes Mares (VE-8). Em compensação, as áreas ás margens das avenidas-tronco V-166, V-267 (Via Grota Criminosa), VE-1 e VE-2 não tiveram a mesma atenção, e acabaram por alojar áreas periféricas no início do processo de ocupação.
Dessa forma, no momento em que se iniciou a ocupação, desvirtuou-se a proposta urbanística da Nova Marabá. As folhas mais periféricas tornaram-se reflexo da desorganização que ocorreu na ocupação dos primeiros lotes do núcleo. Dificuldades de gerenciamento existentes, devido as transformações que estavam em curso nos âmbitos político (fim da ditadura militar brasileira), econômico (estagflação brasileira) e social (reorganização dos movimentos sociais), o plano tornou-se inútil, e incapaz de aplicar os mecanismos de espacialização do capital na cidade ao espaço projetado, típico da concepção modernista. Tornou-se impossível gerir a ocupação da Nova Marabá.

## Grade urbana

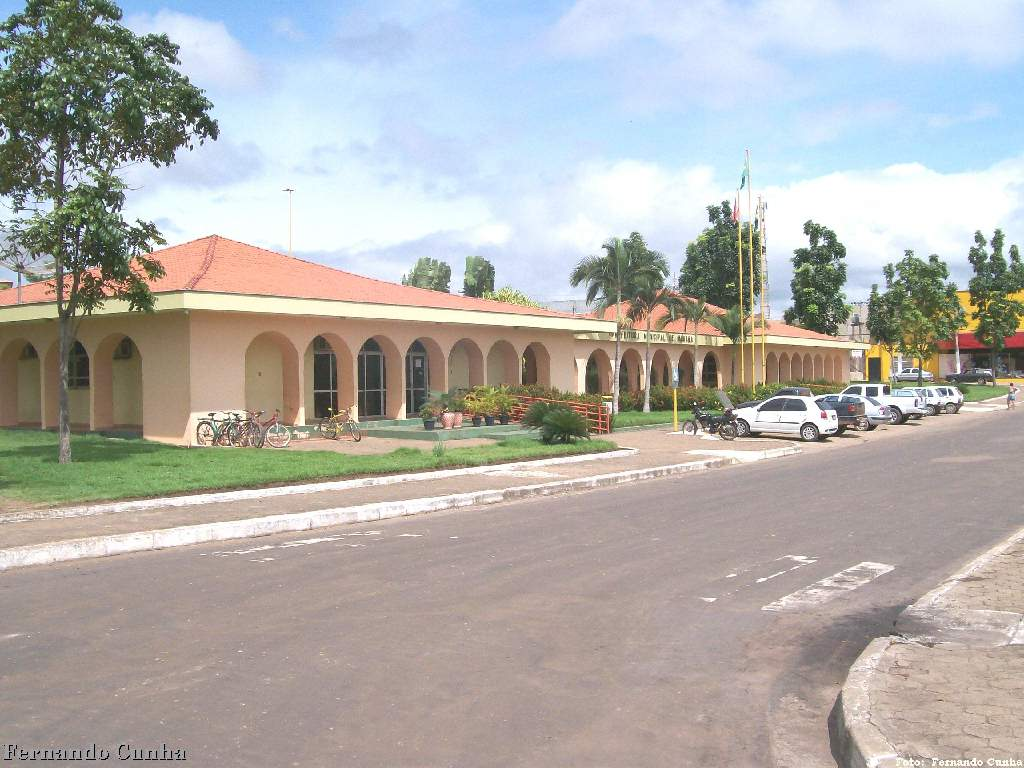
Paço Municipal, a sede do poder executivo marabaense, na Folha 31, em 2011.

Em seu planejamento inicial, a grade urbana da Nova Marabá nasceu para funcionar como uma "grande árvore", com as "vias principais" e "especiais" funcionando como troncos de ocupação ordenada, e as vias menores (capilares) servindo para a ligação com as folhas.
Com a conversão da Nova Marabá em um núcleo (anteriormente um distrito), no plano diretor, houve a definição de quatro áreas de ocupação distintas:
1. área consolidada;
2. área em consolidação;
3. área de recuperação e qualificação;
4. área de expansão.

### Área consolidada: centralidade
A área consolidada da Nova Marabá é composta basicamente por dois setores, com organização singular: o primeiro são os bairros militares, e; o segundo são as folhas planejadas.

#### Bairros militares
Os setores militares foram as primeiras áreas ocupadas dentro do formato preceituado da Nova Marabá. Foram construídos para abrigar o oficialato da 23.ª Brigada de Infantaria de Selva (23.ª Bda Inf Sl).
São três os bairros militares: Vila Militar Presidente Castelo Branco; Vila Militar Presidente Costa e Silva; e Vila Militar Presidente Médici. Estão localizados nas partes mais altas da Nova Marabá, sendo assim seguros contra grandes enchentes. Contam com um ótimo sistema viário, dispondo também de sistemas de saúde e espaços de vivência de boa qualidade. Detém alguns dos melhores índices de desenvolvimento humano e de renda do município.
Além das áreas residenciais, os setores militares também abrigam o comando da 23.ª Brigada de Infantaria de Selva, o 33.º Pelotão de Polícia do Exército (33º Pel PE) e a 23.ª Companhia de Comunicações de Selva (23ª Cia Com Sl).

#### Folhas centrais
As folhas são as unidades básicas (bairros) da Nova Marabá. Planejadas segundo os conceitos modernistas, desempenham desde funções tipicamente residenciais, até administrativas e comerciais. Foram construídas para abrigar as populações da Velha Marabá que são continuamente afligidas pelas cheias.
O abandono do projeto e do planejamento traçado para a ocupação beneficiou as folhas que foram primeiramente ocupadas. Estas — folhas 26, 27, 28, 29, 30, 31 e 32, parte da 33 e da 34 (os lotes situados na marginal das rodovias) — dispõem de estrutura e nível de organização razoável. Formam, além disso, o centro comercial e político-administrativo do município de Marabá.
As folhas ocupadas posteriormente tornaram-se áreas periféricas e com poucos recursos, pelo menos durante os primeiros anos de sua ocupação. Não houve uma ordenação suficiente durante a ocupação dos espaços periféricos, tanto que ocuparam áreas destinadas a funcionar como "esponjas" (áreas baixas e próximas a canais) foram extensamente ocupados. Como consequência, obras para correção e drenagem dos canais demandam que construções próximas sejam remanejadas.
Desde meados da década de 2000 há um processo de desconcentração espacial do comércio na Nova Marabá. Anteriormente basicamente concentrado nas fls 32, 31, 30, 28 e 27 (todas localizadas na VP-8), após a duplicação das avenidas tronco VP-3, VE-2 e VP-7, novas centralidades comerciais surgiram. Houve também uma desconcentração especializada, como a que se instalou nas rodovias Transamazônica e BR-222. Nas margens das referidas rodovias instalaram-se centros comerciais, hoteleiros e serviços mecânicos.

### Área em consolidação: zona mista residencial e comercial
A área em consolidação compõe-se das folhas contíguas à centralidade do núcleo. Dispõem de menor infraestrutura, mas que ainda conservam certo padrão da organização inicial do núcleo.
Esta parte é composta pelas seguintes folhas: 15, 16, 17, 18, 19, 20, 21, 22 e 23 e 34 (metade do bairro mais afastada da rodovia). Tais folhas possuem linhas de transporte coletivo regulares, acesso á unidades de saúde e educação, no entanto ainda são carentes de recursos, como pavimentação asfáltica, água encanada, saneamento básico, etc..

### Área de recuperação e qualificação: periferias
A supervalorização das áreas consolidadas da Nova Marabá e a especulação formada em torno das áreas em consolidação acabou formando grandes regiões periféricas. Surgiram inúmeras invasões e ocupações de solo irregulares — justamente em zonas de várzea e igapó ou de acentuada inclinação de terreno —, que assemelham-se a um processo de favelização das bordas do núcleo. 
Dividem-se em duas categorias distintas de ocupação: a primeira delas, são as áreas antigas e de ocupação espontânea, como é o caso das folhas 5, 6, 7, 8, 9, 10, 11, 12, 13, 14 e 33 (neste último, a metade do bairro mais afastada da rodovia), do bairro Lafaiete (Vila da PRF), do bairro Alzira Mutran (junção das ocupações do Km-07) e do bairro Novo Paraíso (junção das ocupações do Km-06); a segunda categoria são as áreas de ocupação espontânea recente, como é o caso das folhas 1 (ou Porto Cosipar), 25, 35, e dos bairros Araguaia (invasão da Fanta) e Nossa Senhora Aparecida (Invasão da Coca-Cola).

### Área de expansão: subúrbios planejados
Por fim, no núcleo Nova Marabá há as áreas de expansão ordenada (loteamentos/condomínios) que circundam praticamente todo o perímetro. Foram oficialmente anexadas à Nova Marabá a partir do plano diretor de 2006, reforçado em 2018.
Reúne as áreas de ocupação planejada, que estão localizados às margens da rodovia Transamazônica, no sentido Marabá – São João do Araguaia, com destaque aos loteamentos Cidade Jardim, Delta Park, Morumbi e Ipiranga, ao bairro Cidade Universitária da UNIFESSPA e ao condomínio fechado Total Ville. Característica marcante são as imensas manchas verdes que cercam, pertencentes ao 52.º Batalhão de Infantaria de Selva, ao 23.º Batalhão de Logística de Selva e ao 1.º Grupo de Artilharia de Campanha de Selva.
A Folha Industrial e o bairro Varjão cumprem um papel especializado dentro da área de expansão. Abrigam estruturas industriais e comerciais que se instalaram ao longo da rodovia Transamazônica. Podem ser considerados uma extensão da centralidade.